# Nerax brunnescens
Nerax brunnescens là một loài ruồi trong họ Asilidae. Nerax brunnescens được Bromley miêu tả năm 1929. Loài này phân bố ở vùng Tân nhiệt đới.